# Nenana
Nenana ist ein Ort im Yukon-Koyukuk Census Area des US-Bundesstaats Alaska. Beim United States Census 2019 hatte er 357 Einwohner.
Nenana liegt im Alaska Interior an der Mündung des Nenana River in den Tanana River, 86 km südwestlich von Fairbanks am George Parks Highway. Die durch eine Diphtherieepidemie in Nome veranlasste Hundeschlittenstaffel quer durch Alaska im Jahr 1925 startete in Nenana.

## Geschichte
Nenana ist der westlichste Teil des Tanana-Athabasken-Territoriums. Die Stadt Tanana trug ursprünglich den Namen „Tortella“, der vom indianischen Wort „Toghotthele“ abgeleitet war und so viel wie „Berg, der neben dem Fluss liegt“ bedeutet. Erste Europäer kamen gegen 1875 in die Region. Die dort lebenden Ureinwohner Alaskas hatten zu dieser Zeit durch Handel schon Kontakt zu russischen Pelzhändlern gehabt.
Goldfunde in Fairbanks brachten 1902 viele Prospektoren nach Nenana. 1903 wurde ein Handelsposten errichtet. 1905 entstand die erste Schule der Region, die auch Kinder aus benachbarten Gemeinden besuchten. 1908 eröffnete eine Poststation.

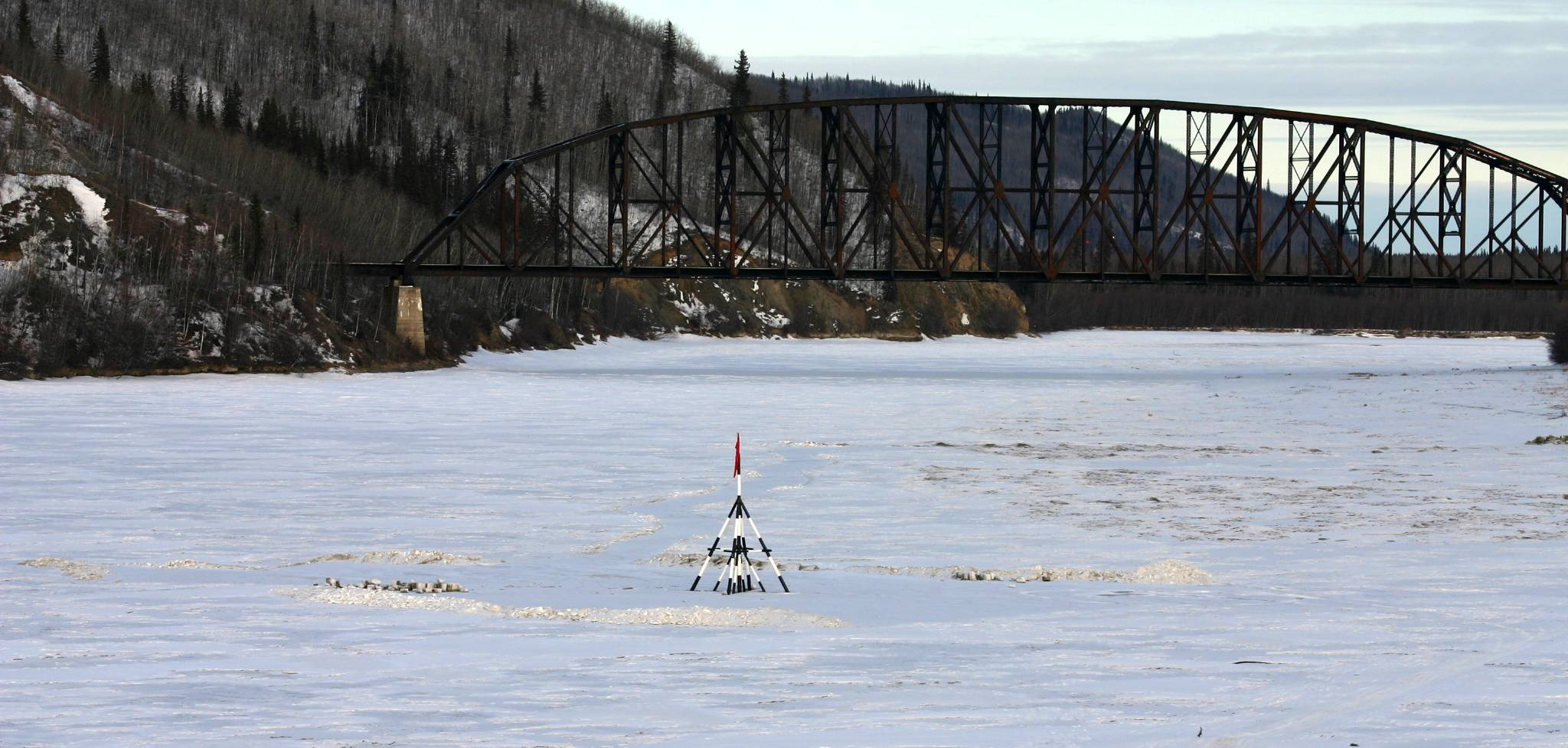
Der Tanana River in Nenana mit der Mears Memorial Bridge

Der Bau der Alaska Railroad führte 1915 zu einer Verdoppelung der Einwohnerzahl. 1921 erhielt Nenana das Stadtrecht. Die Eisenbahnstation wurde 1923 fertiggestellt und US-Präsident Warren G. Harding schlug den Goldenen Nagel nach zwei erfolglosen Versuchen in die Schienen am nördlichen Ende der Mears Memorial Bridge über den Tanana River. Nenana war nun über das Schienennetz mit Fairbanks im Landesinneren und Seward am Golf von Alaska verbunden. Die Bevölkerungszahl sank jedoch – verursacht durch den Wegzug der Eisenbahnarbeiter – bis 1930 von etwa 5000 auf 291.
1961 wurde 30 km südwestlich der Stadt die Clear Air Force Station gebaut, die einige zivile Unternehmen nach Nenana lockte. 1967 wurde die Stadt von einer schweren Überflutungen verwüstet. Im folgenden Jahr entstand eine Autobrücke über den Tanana River, die eine Straßenverbindung nach Fairbanks herstellte und die Fährverbindung über den Fluss überflüssig machte. Der 1971 fertiggestellte George Parks Highway verkürzte die Verbindung in den Süden nach Anchorage.